# Carlos Brant
Carlos Brant (ur. 19 listopada 1905 w Diamantinie, zm. 18 marca 1994) – piłkarz brazylijski grający na pozycji defensywnego pomocnika.

## Kariera klubowa
Carlos Brant karierę piłkarską rozpoczął w klubie Sete de Setembro Belo Horizonte. W latach 1927 i 1928–1932 występował w Clube Atlético Mineiro. Z Atlético Mineiro trzykrotnie zdobył mistrzostwo stanu Minas Gerais – Campeonato Mineiro w 1927, 1931, 1932. Ostatnim klubem w karierze Branta było Fluminense FC, gdzie występował w latach 1933–1941. Z Fluminense czterokrotnie zdobył mistrzostwo stanu Rio de Janeiro – Campeonato Carioca w 1936, 1938, 1940 i 1941 roku.

## Kariera reprezentacyjna
Carlos Brant zadebiutował w reprezentacji Brazylii 31 marca 1940 w zremisowanym 1-1 meczu z reprezentacją Urugwaju, którego stawką było Copa Rio Branco 1940. Był to jego jedyny występ w reprezentacji.